# Bucze (Pogórze Śląskie)
Bucze (417,8 m n.p.m.) – kształtne, kopulaste wzgórze na Pogórzu Cieszyńskim, ostatnie (idąc w kierunku zachodnim) znaczniejsze wzniesienie, nawiązujące orograficznie do pasma Błatniej w Beskidzie Śląskim. Wznosi się na prawym brzegu Brennicy, na terenie Górek Wielkich w gminie Brenna, w powiecie cieszyńskim, w województwie śląskim, w Polsce. Na jego północno-wschodnich stokach znajdują się źródła rzeczki Iłownicy.
Kopułę szczytową wzgórza budują zróżnicowane morfologicznie wapienie o różnej grubości warstw, przekładane marglistymi łupkami (tzw. wapienie cieszyńskie), jego zachodnie i północne podnóża – ciemne, margliste łupki (łupki cieszyńskie dolne), natomiast podnóża południowo-wschodnie – margliste łupki i piaskowce łupkowe (łupki cieszyńskie górne). Stoki Bucza pokryte są w większości polami i łąkami, jedynie kopuła szczytowa (mniej więcej od poziomicy 380 m n.p.m.) porośnięta jest lasem.
Zróżnicowane ukształtowanie terenu i jego ekspozycja, bogate podłoże o dużej zawartości węglanu wapnia, a w pewnym stopniu i działalność człowieka wpłynęły na to, że występują tu różne biotopy, bogate w rzadkie gatunki flory i fauny. M. in. występuje tu kilka gatunków storczykowatych, w tym jedna z największych polskich populacji storczyka bladego (ok. 1000 osobników). Na stokach wzgórza wytyczono na początku XXI wieku ścieżkę przyrodniczo-dydaktyczną „Góra Bucze”, zapoznającą z walorami przyrodniczymi tej części pogórza (oznakowanie: ukośnie dzielone biało-czerwone kwadraty, dł. ok. 4 km, 7 przystanków z tablicami dydaktycznymi, początek i koniec ścieżki w centrum Górek Wielkich). W 2010 wzniesienie objęto ochroną w postaci zespołu przyrodniczo-krajobrazowego.

## Harcerska szkoła instruktorska
W 1930 r. ZHP wykupił część zadłużonego majątku hrabiów Marklowskich i zorganizował na Buczu (na wschodnim, najłagodniejszym stoku wzgórza), przy poparciu ówczesnego wojewody śląskiego i przewodniczącego ZHP Michała Grażyńskiego oraz specjalnie powołanej komisji, Szkołę Instruktorów Harcerskich. Obiekt miał stać się harcerskim centrum programowo-metodycznym, z centralną biblioteką wydawnictw harcerskich, w którym kształcić się będzie przez cały rok harcerzy kierujących pracą drużyn, nauczycieli i opiekunów drużyn. W stanicy planowano organizować obozy letnie oraz udzielać gościny obozom wędrownym. Gmach stanicy i szkoły otwarto w 1931. Organizowano tu kursy instruktorskie, konferencje skautowe (Światowa Konferencja Skautek w 1932) i zloty harcerskie. Nieopodal, w Górkach Wielkich, działała Szkoła Pracy Społecznej ZHP, prowadzona przez twórcę ruchu zuchowego, pedagoga Aleksandra Kamińskiego.

## Ośrodek Leczniczo-Rehabilitacyjny
W 1945 r. w obiekcie szkoły instruktorów harcerskich znalazła schronienie 100-osobowa grupa osieroconych dzieci z przedwojennych województw wschodnich, Warszawy i obozu koncentracyjnego w Oświęcimiu. W latach 50. zorganizowano tu Dziecięcy Ośrodek Sanatoryjno-Prewentoryjny, działający obecnie jako Dziecięcy Ośrodek Leczniczo-Rehabilitacyjny „Bucze”, specjalizujący się w leczeniu schorzeń układu oddechowego (nawracające schorzenia dolnych dróg oddechowych, astma oskrzelowa, obturacyjne zapalenia oskrzeli spowodowane czynnikami bakteryjnymi, dysplazja oskrzelowo-płucna, a także m.in. refluks żołądkowo-przełykowy, mukowiscydoza i in.).